# Lidia Yuknavitch
 (juillet 2019).
Le contenu est difficilement compréhensible vu les erreurs de traduction, qui sont peut-être dues à l'utilisation d'un logiciel de traduction automatique.
Lidia Yuknavitch (née le 18 juin 1963), est une écrivaine et une enseignante américaine qui vit en Oregon. Elle est l'auteure de son récit autobiographique La Mécanique des Fluides, de Dora la dingue et du Roman de Jeanne. Elle est également connue pour son discours sur TED « La beauté d'être marginal » qui a été visionné plus de 2,5 millions de fois et pour son livre de suivi « Le manifeste d'un marginal ».

## Biographie

### Jeunesse et formation
Lidia Yuknavitch est née Lidia Yukman à San Francisco en Californie. Elle grandit dans une maison où son père la maltraite verbalement, physiquement et sexuellement ainsi que sa sœur aînée alors que leur mère alcoolique n’intervient pas. À l'adolescence, elle est remarquée par un « entraîneur attentionné et méthodique » qui l'aide à réaliser son rêve de devenir une nageuse de compétition. La famille déménage en Floride pour qu’elle puisse suivre des entraînements supplémentaires. Cependant elle commence une relation dangereuse avec l'alcool.
Lidia Yuknavitch déménage au Texas après ses études secondaires, où elle suit des cours au Austin Community College (en) grâce à une bourse d'études en natation ; pendant ses études elle travaille comme réceptionniste à l’Université du Texas à Austin. Yuknavitch espère se qualifier pour intégrer l’équipe olympique de natation des États-Unis mais le boycott des Jeux olympiques de 1980 à Moscou ainsi que son propre abus de drogues et d’alcool mettent fin à sa carrière de nageuse de compétition.
Lidia Yuknavitch déménage à Eugene en Oregon après avoir perdu sa bourse, elle est engagée par l'Université de l'Oregon. Elle y est l'un des rédacteurs de Two Girls Review, qui deviendra plus tard 2 Gyrlz Performative Arts. Elle obtient son doctorat (Ph.D) en littérature anglaise à l'Université de l'Oregon.

### La carrière littéraire
En 1987-88, Lidia Yuknavitch alors connue sous son nom Lidia Yukman est collaboratrice d'un cours d'écriture de romans dispensé à l'Université de l'Oregon par Ken Kesey qui a produit le livre Caverns. Bien que le groupe de romanciers, collectivement appelé « O. U Levon », soit souvent décrit comme un rassemblement d'étudiants diplômés, Yuknavitch n’est, elle, pas encore à l’école supérieure à ce moment-là.
Son travail est publié dans Guernica, Ms., The Iowa Review, Zyzzyva, Another Chicago Magazine, PLAZM, The Sun, Exquisite Corpse et TANK.
Lidia Yuknavitch est associée à d'autres écrivains de l'Oregon tels que Chuck Palahniuk qui écrit l'introduction de son roman Dora: A Headcase ou encore Chelsea Cain qui écrit la préface de La Mécaniques des Fluides mais aussi  Monica Drake, Cheryl Strayed et Tom Spanbauer. Lidia Yuknavitch invite et présente Spanbauer lors du lancement de son livre I Loved You More aux éditions Powell's Books à Portland.
En 2011 La Mécaniques des Fluides, biographie et mémoires de Lidia souvent très crue de réalisme, interpelle et crée plus qu'un simple engouement : un « culte ». Il est noté dans un Huffington Post que le livre apparaît souvent dans les médias et les blogs, même deux ans après sa publication. Lidia dit qu'elle a commencé à écrire le livre comme une sorte de défi après avoir parlé à Chuck Palahniuk à propos de l'écriture de mémoires à la fin d'une réunion du groupe d'écrivains. Le titre provient d'une nouvelle que Yuknavitch a écrite lors d'un atelier d'écriture avec Diana Abu-Jaber. La photographie sur la jaquette du livre représente une femme nue dans l'eau. Yuknavitch et son éditeur choisissent d’envelopper le livre dans une « bande ventrale » afin de couvrir la poitrine de la femme. Lidia Yuknavitch écrit à propos de cette décision dans The Rumpus.
Dora la dingue est un roman sur « Dora », sujet d'une célèbre étude de cas de Sigmund Freud. Le sujet de l'étude a perdu sa voix. Yuknavitch écrit qu'elle veut « rendre sa voix à Dora et lui offrir la possibilité de répondre à Freud ». En 2014, le livre est selectionné pour un film par Katherine Brooks.
The Small Backs of Children, publié en 2015, est salué par Kirkus Reviews, dans lequel il est qualifié de « roman courageux et émouvant ».
Lidia Yuknavitch se marie à trois reprises à des hommes et entretient aussi des relations avec des femmes, notamment Kathy Acker. Elle vit à Portland en Oregon avec le cinéaste Andy Mingo et leur fils Miles.
Elle enseigne l'écriture, la littérature, le cinéma et les études féminines et féministes. Elle fait partie du corps professoral du Master of Fine Arts de l' Eastern Oregon University (en),. Elle enseigne également au Mt. Hood Community College (en) de Gresham en Oregon.

## Œuvres
- (en) The Misfit's Manifesto, TED Books, 2017, 120 p. (ISBN 978-1-5011-2006-0, lire en ligne)
- (en) The Book of Joan, Harper, 2017 (ISBN 978-0-06-238327-3)
- (en) The Small Backs of Children : A Novel, Harper, 2015, 240 p. (ISBN 978-0-06-238324-2)
- (en) Dora : A Headcase, Hawthorne Books, 2012, 240 p. (ISBN 978-0-9838504-7-2, lire en ligne)
- (en) The Chronology of Water : A Memoir, Hawthorne Books, 2011, 268 p. (ISBN 978-0-9833049-0-6, lire en ligne)
- (en) Real to Reel, Fiction Collective 2, 2003, 175 p. (ISBN 978-1-57366-107-2, lire en ligne)
- (en) Allegories of Violence, Routledge, 2000, 112 p. (ISBN 978-1-136-70713-1, lire en ligne)
- (en) Liberty's Excess : Fictions, Fiction Collective 2, 2000, 177 p. (ISBN 978-1-57366-084-6, lire en ligne)
- (en) Her Other Mouths, House of Bones Press, 1997, 120 p. (ISBN 978-0-9656665-0-3)
- (en) Caverns, Penguin Books, 1990